# Dysphania semifulva
Dysphania semifulva là một loài bướm đêm trong họ Geometridae.